# SweNUG
Swenug, Sweden .NET User Group, är en användargrupp fokuserad på .NET som startades av Jonas Ekström år 2003. Som även startades upp i Göteborg av Johan Normén och Joachim Rossberg, där även Fredrik Normén och Patrik Löwendahl senare deltog. Göteborgsgruppen drev sedan fram det som blev grunden för det som är Swenug idag. 
Swenug är en användargrupp där utvecklare och andra intresserade kan träffas och utbyta kunskap och erfarenheter, framförallt med fokus på .NET-nära teknologi (utvecklingsmiljöer, metoder, verktyg och bibliotek m.m.).
Swenug finns i bland annat Stockholm, Göteborg, Malmö, Örebro, Linköping, Jönköping, Skellefteå, Falun och Sundsvall.